# Hennie Keetelaar
Hennie Keetelaar   (Hilversum, 23 de gener de 1927 - Alphen aan den Rijn, 28 de gener de 2002) va ser un waterpolista neerlandès que va competir durant la dècada de 1940.
El 1948 va prendre part en els Jocs Olímpics de Londres, on va guanyar la medalla de bronze en la competició de waterpolo. En el seu palmarès també destaca el Campionat d'Europa de waterpolo de 1950.